# Омар Мендес
Омар Педро Мендес (ісп. Omar Pedro Méndez, нар. 7 серпня 1934, Сан Хосе де Майо) — уругвайський футболіст, що грав на позиції нападника, зокрема, за клуб «Насьйональ», а також національну збірну Уругваю.
Триразовий чемпіон Уругваю.

## Клубна кар'єра
У футболі дебютував виступами за команду «Сюд Америка». 
1953 року перейшов до клубу «Насьйональ», за який відіграв 4 сезони.  Завершив професійну кар'єру футболіста виступами за команду «Насьйональ» (Монтевідео) у 1957 році.

## Виступи за збірну
1953 року дебютував в офіційних матчах у складі національної збірної Уругваю. Протягом кар'єри у національній команді провів у її формі 11 матчів, забивши 2 голи.
У складі збірної був учасником:
чемпіонату Південної Америки 1953 року у Перу, на якому команда здобула бронзові нагороди;
чемпіонату світу 1954 року у Швейцарії, де зіграв в матчі за третє місце з Австрією (1-3);
чемпіонату Південної Америки 1957 року у Перу, на якому команда здобула бронзові нагороди.

## Титули і досягнення
- Чемпіон Уругваю (3):

«Насьйональ»: 1955, 1956, 1957
- Бронзовий призер Чемпіонату Південної Америки: 1953, 1957